# Ruwa
Ruwa é um bairro em Maxonalândia Oriental, Zimbabwe, situado a 22 km ao sudoeste de Harare no centro da autoestrada e linha de trem Harare-Mutare.